# Frances Mary Buss
Frances Mary Buss (Londra, 16 agosto 1827 – Londra, 24 dicembre 1894) è stata un'educatrice britannica e una famosa pioniera nella difesa dell'educazione femminile. Nel 1850 divenne la prima preside di un college per ragazze.

## Biografia
Figlia di Robert William Buss, pittore e scultore, e di Frances Fleetwood, Frances fu una dei sei dei loro dieci figli sopravvissuta fino all'età adulta. I suoi nonni la mandarono in una scuola privata sistemata in un alloggio attrezzato al minimo. In seguito fu mandata a Kentish Town in una scuola che, ricordò, consisteva semplicemente nell'apprendimento della Grammatica di Murray da parte dei bambini. 
A dieci anni frequentò una scuola più avanzata ad Hampstead; all'età di quattordici anni lei stessa insegnava lì e a sedici anni le venne affidata occasionalmente la responsabilità di dirigere la scuola.
Poiché la carriera da artista di suo padre risultò un insuccesso, la madre per aiutare le finanze familiari istituì una scuola privata in Clarence Road, a Kentish Town nel 1845, alla quale Frances Mary Buss partecipò e che si basava sulle idee di Johann Heinrich Pestalozzi.
Durante il 1848-49 frequentò le letture mattutine alla Queen's College in Harley Street, appena aperta a Londra. Fu istruita da F. D. Maurice, Charles Kingsley e R. C. Trench, e ottenne certificati in francese, tedesco e geografia. A Dorothea Beale, a quel tempo allieva alla Queen's, descrisse l'educazione che ricevette lì come un'apertura ad "una nuova vita per me, intendo una vita intellettuale".
La scuola fu rinominata North London Collegiate School e si trasferì in una sede più grande a Camden Street, il 4 aprile del 1850. Frances Mary Buss fu la sua prima direttrice e lo rimase per il resto della sua vita. Alla sua morte divenne direttrice Sophie Bryant, che lei stessa aveva recrutato nel 1875. Sotto la sua guida e con l’aiuto dei membri della famiglia, la scuola divenne un modello per l’educazione femminile. Dal 1865, la scuola ebbe 200 ragazze al giorno.
Nel luglio 1870 Frances Mary Buss devolse l'istituto a dei fiduciari e l’anno successivo fondò la scuola di Camden per ragazze con l’obbiettivo di offrire loro un’educazione più accessibile. Fu la prima donna ad usare il titolo di preside.
Fu in prima linea nelle campagne per il supporto alle scuole femminili e per ottenere il diritto delle ragazze di poter sostenere gli esami pubblici ed accedere alle università. Divenne il presidente fondatore dell’associazione Head Mistresses nel 1874, una posizione che tenne fino al 1894, anno della sua morte; fu coinvolta nello stabilire la Teachers' Guild nel 1883 e il Training College di Cambridge (poi Hughes Hall) per la formazione degli insegnanti nel 1885.  
Nel 1869 divenne la prima donna membro del Collegio dei Precettori, contribuendo a stabilire nel Collegio la cattedra di scienza e arte dell’educazione nel 1872. La sua elezione al comitato del College nel 1873 fu l’unico riconoscimento pubblico ricevuto.  
Buss fu anche una suffragetta, e partecipò alla Kensington Society, una società di discussione di questioni femminili, e al comitato Pro suffragio di Londra. 
Il suo nome è associato a quello di Dorothea Beale in una rima satirica:
Dardi di Cupido non si sentono.
Quanto sono differenti da noi, 
Miss Beale e Miss Buss »
Nella primavera di ogni anno la North London Collegiate School, la North London Collegiate School di Jeju (Corea del Sud) e la Camden School for Girls tengono il Founder's Day per commemorare Frances Mary Buss e la sua eredità. Gli studenti, il personale e gli ospiti portano ciascuno un narciso in ricordo del fiore preferito di Miss Buss.

## Modelli
I valori educativi che Frances Mary Buss insegnò alla North London Collegiate School divennero modello per molte scuole, in tutta l'Inghilterra e oltremare. Questo incluse la Pretoria High School per ragazze, fondata nel Sud Africa da Edith Aitken, un'ex allieva di Miss Buss.